# Romániai magyar gyógyszerészeti szakirodalom
Romániai magyar gyógyszerészeti szakirodalom (1918–1989) – a gyógyszerek előállításának és vizsgálatának alapjaival, azok alkalmazásával, a gyógyszertári tevékenység szervezésével és történetével foglalkozik. Mivel a gyógyszerészet a természettudományok különböző ágaira támaszkodik, kialakult a gyógyszerészeti fizika, gyógyszerészeti kémia, gyógyszerészeti növénytan. A gyógyszerészeti szakirodalom legfontosabb területei: a gyógynövényismeret (farmakognózia), gyógyszerhatástan (farmakodinámia), méregtan (toxikológia), a gyógyszerészeti technológia (galenusi gyógyszerészet) és az ipari gyógyszerészet.

## Előzmények
Az első gyógyszertárak Erdélyben a XV. század végén létesültek, a XVI. században már több gyógyszertár működött. Ebből az időszakból származnak első gyógyszerészeti vonatkozású kézirataink és az első nyomtatásban közzétett magyar orvosnövénytani mű, Melius Péter Herbárium c. munkája (Kolozsvár, 1578). A mai értelemben vett gyógyszerészeti szakirodalom nálunk a XIX. században bontakozott ki, legjelesebb művelői közé tartozott az aradi Rozsnyay Mátyás, eredeti gyógyszerek feltalálója, és a nagybányai Kazay Endre, a négykötetes Gyógyszerészeti Lexikon szerzője (Nagybánya, 1900–01). A Kolozsvárt az 1872–73-as tanévben indult gyógyszerészképzés tanárai, Hintz György, Ajtai Sándor, Orient Gyula, Issekutz Hugó és Issekutz Béla, széles körű szakirodalmi munkásságot fejtettek ki. Egy részük 1919 után is folytatta erdélyi tevékenységét.

## 1918 után
A világ első gyógynövény-kísérleti állomását 1904-ben Kolozsvárt létesítette Páter Béla. Évi beszámolói, közleményei 1919 után is behatóan ismertették a termesztési kísérletek eredményeit, a hatóanyagokra vonatkozó növénykémiai vizsgálatokat. Páter benső munkatársa Kopp Elemér, termékeny tudós, a kutatóintézet utolsó igazgatója; tevékenységét 1949-től Marosvásárhelyen folytatta.
Orient Gyula az új kolozsvári román egyetemen is tanított, technológiai és méregtani munkái mellett maradandó értékű Az erdélyi és bánáti gyógyszerészet története c. könyve (Kolozsvár, 1926, román nyelvű változata 1927). Gyakorlati jelentőségű Gajzágó Róbert A gyógyszerek román–magyar–latin elnevezései és román–magyar társalgási szavak gyűjteménye c. munkája (Kolozsvár, 1924).
Az erdélyi gyógyszerészetnek e jelentős hagyományai a két világháború közötti gyógyszerészeti sajtó gazdagságában is éreztették hatásukat. 1920-ban jelent meg Kolozsvárt a Pharmacia–Gyógyszerész Újság (alcíme: Hivatalos Közlöny, a gyógyszerészeti tudományok bel- és külföldi fejlődésének és a gyakorlati gyógyszerészetnek közlönye). Szerkesztői Molitórisz Pál és Ioan Murgău. Cikkekkel szerepeltek: Páter Béla, Orient Gyula, a gyakorló gyógyszerészek közül Zápory Jenő, Laday Győző és Nits János. A Páter Béla felfedezte sárga virágú és termésű nadragulya leírása is itt jelent meg 1922-ben. A lap 1924 végén megszűnt.
Szintén Kolozsvárt adták ki 1922 és 1935 között a háromnyelvű Pharmaco Courrier c. lapot. A vezércikk kivételével a legtöbb közlemény magyarul látott napvilágot. 1923-ban indult ugyanitt a Revista Farmaciei–Gyógyszerészeti Folyóirat, főszerkesztője Nagy Samu. A háromnyelvű vezércikket követő anyagok itt is zömmel magyar nyelvűek; utolsó száma 1928-ban jelent meg. A közlöny folytatója a Mózes Károly szerkesztette Buletinul Farmaciştilor, ill. Buletinul Farmaciei c. kiadvány (Kolozsvár, 1928). Itt közölte értekezését Újfalussy Győző a vizelet cukortartalmának kimutatásáról, Faragó Endre a gyógynövények termesztéséről. A kiadvány címe 1934-től Pharmacia és 1940-ig háromnyelvű.
1924-ben Orient Gyula kezdeményezésére jelent meg az Arhiva Farmaciei–Gyógyszerészeti Archívum két száma. Ebben tette közzé Kovács Áron cikkét „a lemérhetetlen gyógyszerek hatásáról”, Sambach Károly beszámolóját a málnaszörp vizsgálatáról, Bíró Géza közleményét a gyűszűvirág leveleinek értékméréséről.
A szaksajtó mellett gyógyszerészeti naptárak, évkönyvek is megjelentek. A háromnyelvű Romániai Gyógyszerészek Zsebnaptára (Kolozsvár, 1921, 1922) szerkesztője Molitórisz Pál és Nagy Jenő, az újabb kolozsvári kétnyelvű kiadásokat (Pharmacia – Gyógyszerész Újság (1920–24), a Revista Farmaciei – Gyógyszerészeti Folyóirat (1923–28) Nagy Samu gondozta, ezen lapok egyik jeles munkatársa Osváth Károly volt. A vállalkozást folytatta a szintén kétnyelvű Gyógyszerészeti Évkönyv (Kolozsvár, 1929, 1930).
A gyógyszerészeti szakirodalom kibontakozását hátrányosan befolyásolta az egyetemi gyógyszerészképzés megszüntetése Kolozsvárt 1934-ben.

## 1944 után
Új szakaszt jelent a romániai magyar gyógyszerészeti szakirodalom fejlődésében a marosvásárhelyi Gyógyszerészeti Kar megalakulása 1948-ban az OGYI keretében. Az intézet kiadványa, az Orvosi Szemle és testvérlapja, a Revista Medicală első évfolyamától kezdve (1955) a gyógyszerészeti szakirodalom egész területéről rendszeresen közölt (1975-től Revista Medicală címen jelenik meg magyar nyelvű cikkekkel is). Az 1964 és 1974 között megjelent több mint kétszáz szakírást önálló gyógyszerészeti rovat öleli fel.
A gyógyszerészeti kémiai oktatást és kutatást Marosvásárhelyen megalapozó Mártonfi László növényi olajok vizsgálatára és gyógyszerészeti alkalmazására kidolgozott új eljárásokról, különböző szervetlen anyagok meghatározási módszereiről közölt dolgozatokat és egyes alkaloidok kristálytani sajátságait írta le. Munkatársai, Sarudi Lili, Neumann Stefánia, Fülöp Lajos, Szánthó Klaudia, Veréph József, Formanek Gyula, szintén gazdagították a szakirodalmat. Gyéresi Árpád mákalkaloidok kimutatására és mennyiségi meghatározására vonatkozó eljárásait több külföldi szerző is átvette. Összetett gyógyszerek egyes alkotórészeinek meghatározására fejlesztett ki módszereket Gálfalvi Emília.
A gyógyszerészeti biokémiai oktatás és kutatás marosvásárhelyi úttörője Kiss-Eperjessy Anna, aki a májszövet oxigénfogyasztását mérte különböző szerves anyagok és gyógyszerek, főleg sejtosztódást gátlók hatására. A munkálatokban tevőleges részt vállalt Csegedi Jolán, Nemes László; egyes alkaloidoknak a máj enzimjére gyakorolt hatását követte Kovács Júlia Ibolya, Ádám Sára és Virgil Bota. Utóbbi hormonok elkülönítésére dolgozott ki eljárásokat, együtt Máthé Jánossal, aki a nagymolekulájú növényi cukorszármazékok szerkezetének felderítésében is újszerű eredményeket ért el.
A gyógynövénykutatás kezdetei Marosvásárhelyen Kopp Elemér nevéhez fűződnek. Gyógynövénykert létesítésével megteremtette a termesztési kísérletek alapjait. Az Orvosi Szemle első évfolyamában ő hívta fel a figyelmet az ópiumtinktúra hazai nyersanyagból való előállításának lehetőségére, s a mák alkaloidjainak mennyiségi mérésére új mikrokémiai módszert dolgozott ki. E téren elért eredményeit külföldi folyóiratokban is közölte, ezekre gyakran hivatkoznak. Illóolajos növények termesztésével foglalkozó kísérletei közül fontosabbak a rózsamuskátlira és a levendulára vonatkozóak; kutatásait növénykémiai vizsgálatokkal támasztotta alá. Munkatársai közül Rácz-Kotilla Erzsébet az Achillea nemzetség romániai fajainál a hatóanyag tartalomváltozásait írta le, Csedő Károly a csípős paprikával foglalkozott, Ádám Lajos a csipkebogyó és a kankalinlevelek C-vitamin-tartalma mellett főleg a havasi lórom értékesítésének lehetőségeit tanulmányozta hashajtó és bőrgyógyászati készítmények előállítására.
Öröklődő és környezeti tényezők befolyását a medveszőlő, körtefa, vörösáfonya, nadragulya, boróka és más növényfajok hatóanyag-tartalmára Kopp Elemér utóda, Rácz Gábor vizsgálta. Értékmérési módszerei közül néhányat a Farmacopeea Română is átvett. Vizsgálatainak eredményei a nemzetközi gyógyszerészeti szakirodalomban gyakran szerepelnek. Ez irányú szaktevékenységében munkatársai: Rácz-Kotilla Erzsébet, Kisgyörgy Zoltán, Csedő Károly, Marioară Monea, Füzi József, Péter H. Mária, Maria Rogoşca, Maria T. Dogaru, Adriana Dan, Márton Aranka; magasabb rendű növények kivonatainak gátló hatását kórokozó baktériumok, gombák és véglények fejlődésére Péter Mihály Heinrich, Újváry Imre és Fazekas Béla közreműködésével írta le.
A gyógynövénykutatás marosvásárhelyi jellegzetességei azok a hatástani vizsgálatok, amelyek új növényi gyógyszerek egész sorának bevezetését tették lehetővé. Rácz-Kotilla Erzsébet főleg a népi gyógyászatban használt, eddig nem tanulmányozott növényfajoknál vizsgálta a féregűző, vizelethajtó, gyomorfekélyt megelőző, vérnyomást csökkentő, gyulladást gátló hatást. Feszt György, Kelemen Ágnes, Fórika Margit és részben az ő közreműködésükkel Horváth Tibor gyógyszertani kutatásaik eredményeit közölte. A régebben festéknövényként termesztett Rubia tinctorum és rokon fajok hatóanyag-tartalmát határozta meg Formanek Gyula, aki vesekőképződést gátló hatásukat írta le Rácz-Kotilla Erzsébettel. Nemes István különböző növények, így az útifű kivonatainak a véralvadásra gyakorolt kedvező hatásáról számolt be. Nagy Levente érelmeszesedést gátló, Zágoni Elemér vérnyomást csökkentő, Hamza Ottó vastagbélgyulladás kezelésére alkalmas növényi gyógyszereket szabadalmaztatott.
A csípős paprika értékesítésére vonatkozó vizsgálatai mellett Csedő Károly a boróka illóolaj-tartalmát és annak összetételét vizsgálta, utóbbit Gabriel Tibori és Rácz Gábor együttműködésével. A munkaegyüttes más illóolajos növények elemzésére is gázkromatográfiás módszereket alkalmazott. Csegedi Jolán és Gergely János a kakukkfű illóolajának összetétele és rendszertani helye között összefüggéseket állapítottak meg.
Péter H. Mária a párlófű alaktani sajátságait, cserzőanyag-tartalmát és kivonatainak antibiotikus hatását írta le, ez utóbbit Péter Mihállyal együtt. Különböző gyógynövényfajok leveleinek mikroszkópos vizsgálatát Rácz Gáborral együtt végezte, eredményeiket a Pharmacopeea Română is átvette (1976). Gáspár Mária ürömfajok szövettani megfigyelése mellett féregűző hatású anyagaikat jellemezte. Szánthó Éva a maszlag alkaloidtartalmára vonatkozó adatokat tett közzé.
Füzi József a népi állatgyógyászat adataiból kiindulva a csalán antibiotikus tulajdonságait vizsgálta Péter Mihállyal és Kisgyörgy Zoltánnal együtt. Füzi a medvetalp nevű növénynemzetség mikroszkópos vizsgálata mellett a levélkivonatoknál egyes baktériumok fejlődését gátló hatást is észlelt. Kisgyörgy Zoltán, Ádám Lajos és Domokos Lajos lósóskafajok hasonló hatását igazolta; az elsőként említett szerző és Márton Aranka a nadragulya kémiai összetételének meghatározása céljából különböző módszereket alkalmazott, s összefüggéseket állapított meg a csípős paprika egyes alaktani bélyegei és a hatóanyag-tartalom között.
A gyógyszerészeti technológiai kutatásokat Hankó Zoltán kezdeményezte. Az Orvosi Szemle első évfolyamától kezdve megoldásokat közölt gyógyszertárakban előállítható készítményekre (tömény piramidonoldat, az idegsebészetben használt urea- és mannitoldat, gyomorsavat pótló készítmények). Ádám Lajos antibiotikum-tartalmú, könnyen adagolható és hosszabb ideig tárolható különböző gyógyszerformákat dolgozott ki, főleg Domokos Lajos, Szánthó Éva és Csegedi Jolán közreműködésével. Csath Zamfira egyes gyógyszerformák előállítását befolyásoló tényezők szerepét vizsgálta, részben Papp József közreműködésével. E munkacsoport tagjai a gyógyszerek és segédanyagok között létrejövő kölcsönhatásokat tanulmányozták, és követték a különböző anyagok felszívódásával kapcsolatos tényezőket. Steril oldatok készítésére új megoldásokat közölt Horber Pál. Vények elkészítése során felmerülő kérdések megoldására Ajtay Mihály közölt újszerű javaslatokat.
A méregtani közlemények szerzőinek, Balogh Évának, Szőcs Jozefának, Kincses-Ajtay Máriának, Molnár Vincének vizsgálatai az alkohol, élelmiszer-színezékek, gyomirtó szerek, nyugtató és más gyógyszerek okozta mérgezések kimutatására és az általuk okozott elváltozásokra terjedtek ki.

## A gyógyszerek előállításáról
Az erdélyi gyógyszerészeti szakirodalom már a két világháború között összekapcsolódott a termeléssel is. Kolozsvárt például gyógyszergyártó laboratórium, üzem működött. Ilyen volt a VIHOR, amelyben természetes gyógyanyagok előállításával foglalkoztak; itt kezdte pályafutását Kiss Árpád a Felikulin, Inzulin izolálásával. A Stern-féle gyárban Rózsa György alapozta meg a kolozsvári nagyipari gyógyszergyártást, kidolgozva az első hatásos tbc elleni hazai készítményt (TB-1). Puskás Tibor a kalciumglukonát előállításának elektrolitikus eljárását fejlesztette ki.
Az 1950-es években az Országos Gyógyszerkémiai Kutatóintézet kolozsvári fiókintézetében és a Terápia Gyógyszergyárban folyó kutatómunka a hazai gyógyszerkémia fejlesztésének ugyancsak jelentős része. Több munkaközösségben román és magyar kutatók közösen dolgoztak, eredményeikről számtalan román, magyar és más nyelvű közlemény jelent meg hazai és külföldi szakfolyóiratokban. Balogh Antal, Kövendi Sándor a B-vitamin és kloramfenikol szintézisét dolgozta ki, Kolofon László biostimulátorok és vitaminok, Kövendi Sándor a koronaér-rendellenességek gyógyszerei, Deésy Alice fájdalomcsillapítók, Hermann Margaréta a szív és érrendszer gyógyszerei, Buchwald Péter félszintetikus penicillinek vizsgálatáról közöltek szaktanulmányokat. A Vasglukonát, Rinosan, Cloramfenicol-hemisuccinat, Calcium-pantotenat, Natrium-glutamat, Napoton gyártásának technológiáját Takácsik Tibor, Jakab Gerald, Brodszki Miklós, Kontroll János dolgozta ki. Bodor András, Schwartz Róbert István, Buchwald Margit, Gergely Árpád, Juhász Anikó a szteroidvázas hormonalapú anyagok ipari előállításáról közölt szakdolgozatokat. Kovács Barnabás a triciklikus szerkezetű antidepresszánsokkal foglalkozó munkaközösség tagjaként 1980-ban Teclu-díjat kapott. A kémiai profilú tanszékek munkálataiban szerepet játszott Albert Levente, Barabás Béla, Bodó-Blazsek Ágnes, Józsa Judit, Kiss Ilona, Soós Pál és Tőkés Béla is, eredményeikkel és magyar nyelvű egyetemi kurzusaikkal biztosítva a gyógyszerész-képzést.

## Az erdélyi gyógyszerészet története
A szakma szervezése és története szempontjából egyaránt érdeklődésre számot tartó tanulmányokat írt Izsák Sámuel a romániai betegsegélyző gyógyszertárak múltjáról, az első nagyváradi gyógyszertárakról. Arad város és megye gyógyszertárai történetét négy kötetben Szepsy Zoltán dolgozta fel, könyvtári letétbe helyezett kéziratából az Orvostudományi Társaság időszaki közlönye Aradon román nyelven közölt részleteket (1970–72).

## Gyógyszerészeti időszaki kiadványok, kötetek
Az Orvosi Szemle mellett a gyógyszerészeti szakirodalomban jelentős az 1957-ben Marosvásárhelyen kiadott Gyógyszerészeti Értesítő Kacsó Albert szerkesztette öt száma.
A marosvásárhelyi OGYI füvészkertjének évente megjelenő magkatalógusa Note Botanice címen szakközleményeket is tartalmaz, ezek jelentős része a vadontermő gyógynövények feltérképezésének eredményéről számol be. Hasonló tárgykörű Kacsó Albertnek a Kis-Küküllő völgye gyógynövényeire vonatkozó tanulmánya az Acta Hargitensiában.
A gyógyszerészeti szakirodalomban önálló kötetként jelent meg Bodor Kálmán Vadontermő gyógynövények c. munkája (1957, 2. kiadás Rózsa Imre közreműködésével, 1963), majd Rácz Gábor, Aristide Laza és Evdochia Coiciu Gyógy- és illóolajos növények c. munkája (1972) és annak bővített 2. kiadása Gyógynövények címen (1975). Az egyes megyék területén végzett felmérések eredményeit összegezi a Rácz Gábor és Füzi József szerkesztésében megjelent Kovászna megye gyógynövényei c. kötet (Árkos–Sepsiszentgyörgy, 1973), valamint a Csedő Károly szerkesztette Plante medicinale şi condimentare din judeţul Harghita – Hargita megye gyógy- és fűszernövényei c. kétnyelvű kiadvány (Csíkszereda, 1980).
Buchwald Péter és Bodor A. András A gyógynövényektől a megtervezett gyógyszerekig c. könyve (Kolozsvár, 1981) a gyógyszerkutatás és -ipar fejlődéséről nyújt áttekintést. A gyógyszerészeti szakirodalom tárgykörébe tartozik Inczefi Lajos Ízek, zamatok, illatok c. kötete (Kolozsvár, 1973). A gyógyszerészet irodalmi erőivel indult 1982-ben az ismeretterjesztő Korunk Füzetek 1. száma is Korszerű gyógynövényhasználat címen; szerzői Rácz Gábor, Rácz-Kotilla Erzsébet, Péter H. Mária és Gáspár Mária.
A marosvásárhelyi OGYI keretében működő jegyzetkiadó a kétnyelvű oktatást tükrözve a gyógyszerészeti szakirodalom minden területéről jelentetett meg kőnyomatos köteteket 1950-től napjainkig. Nyomtatásban adták ki Farkas Imre János és Ajtay Mihály orvosi vénygyűjteményét gazdag előirattal (Marosvásárhely, 1978).
A budapesti Gyógyszerészet c. folyóirat közölte Spielmann József, Szőkefalvi Nagy Zoltán, Rácz Gábor, Lázár Színi Karola és Ovidiu Maior tanulmányait a XVIII. századi erdélyi gyógyszertár-ellenőrzésekről és ártervezetekről, továbbá Spielmann és Maior Régi erdélyi gyógyszerész eskük c. írását. Zágoni Elemér és munkatársai itt mutatták be a fekete ribizke gyógyszerészeti felhasználására vonatkozó vizsgálataikat, Várterész István, Vajna Imre és Ajtay Mihály a szemcseppekkel kapcsolatos kísérletes munkáikat. A budapesti Herba Hungarica adta közre Rácz Gábor, Bodon János és Tölgyesi György közleményeit nagyszámú gyógynövényfaj ásványianyag-tartalmáról, valamint Rácz-Kotilla Erzsébet több munkáját gyógynövények vérnyomáscsökkentő, vizelethajtó, gyomorfekélyt megelőző hatásáról.

## Népszerűsítő gyógyszerészeti cikkek
A szaksajtó és a könyvkiadás mellett – épp nagy olvasóközönsége miatt – jelentős a kimondottan népszerűsítő gyógyszerészeti irodalom is. Ennek főleg a napisajtó, A Hét s egy-egy naptár adott teret. Így ismeretterjesztő vagy népszerűsítő cikkeket közölt az Előrében főleg Csetri Imre, A Hétben és a TETT-ben Horák József, Rácz-Kotilla Erzsébet, Rácz Gábor, a Hargita napilapban Fábián Ferenc. Az Előre Naptár több kiadásában Csetri Imre a kalapos gombákról, gyógynövényekről, különböző természetes gyógytényezőkről, a Hargita Kalendáriumban Fábián Ferenc a gyógyszerek helyes használatáról, a környezeti ártalmak elkerüléséről írt.